# Ga Soo Teck LRT
Ga Soo Teck LRT (PW7) là một ga LRT nằm trên Tuyến Punggol LRT đường vòng hướng Tây ở Singapore.

## Tên ga
Nhà ga được đặt tên theo một trường tiểu học cũ nằm trong vùng này trước đây.

## Lịch sử
Vào ngày 18 tháng 6 năm 2014, SBS Transit công bố rằng Nibong, Sumang và Soo Teck sẽ là những nhà ga đầu tiên mở cửa trên Tuyến Punggol LRT đường vòng Hướng tây. Nhà ga mở cửa vào 29 tháng 6 năm 2014 lúc 11.15 sáng.

## Bố trí ga
| L3 | Sân chờ 1                   | Punggol LRT: Tuyến A: Vòng ngoài hướng Tây đi hướng NE17 PTC Punggol qua PW6 Sumang (→) |
| L3 | Sân chờ, cửa sẽ mở bên phải |                                                                                         |
| L3 | Sân chờ 2                   | Punggol LRT: Tuyến B: Vòng trong hướng Tây đi hướng NE17 PTC Punggol (←)                |
| L2 | Phòng chờ                   | Cổng soát vé, máy bán vé                                                                |
| L1 | Đường đi                    | Trạm xe buýt                                                                            |

## Giao thông kết nối

### Đường sắt
| Sân chờ     | Chuyến đầu    | Chuyến đầu | Chuyến đầu         |  | Chuyến cuối |
| ----------- | ------------- | ---------- | ------------------ |  | ----------- |
|             | Thứ 2 - Thứ 7 |            | Chủ nhật & Ngày lễ |  | Mỗi ngày    |
| Punggol LRT |               |            |                    |  |             |
| Sân chờ 1   | 5.25 sáng     |            | 5.45 sáng          |  | 3.15 chiều  |
| Sân chờ 2   | 3.03 chiều    |            | 3.03 chiều         |  | 12.43 sáng  |